# Wera Jewgenjewna Jurassowa

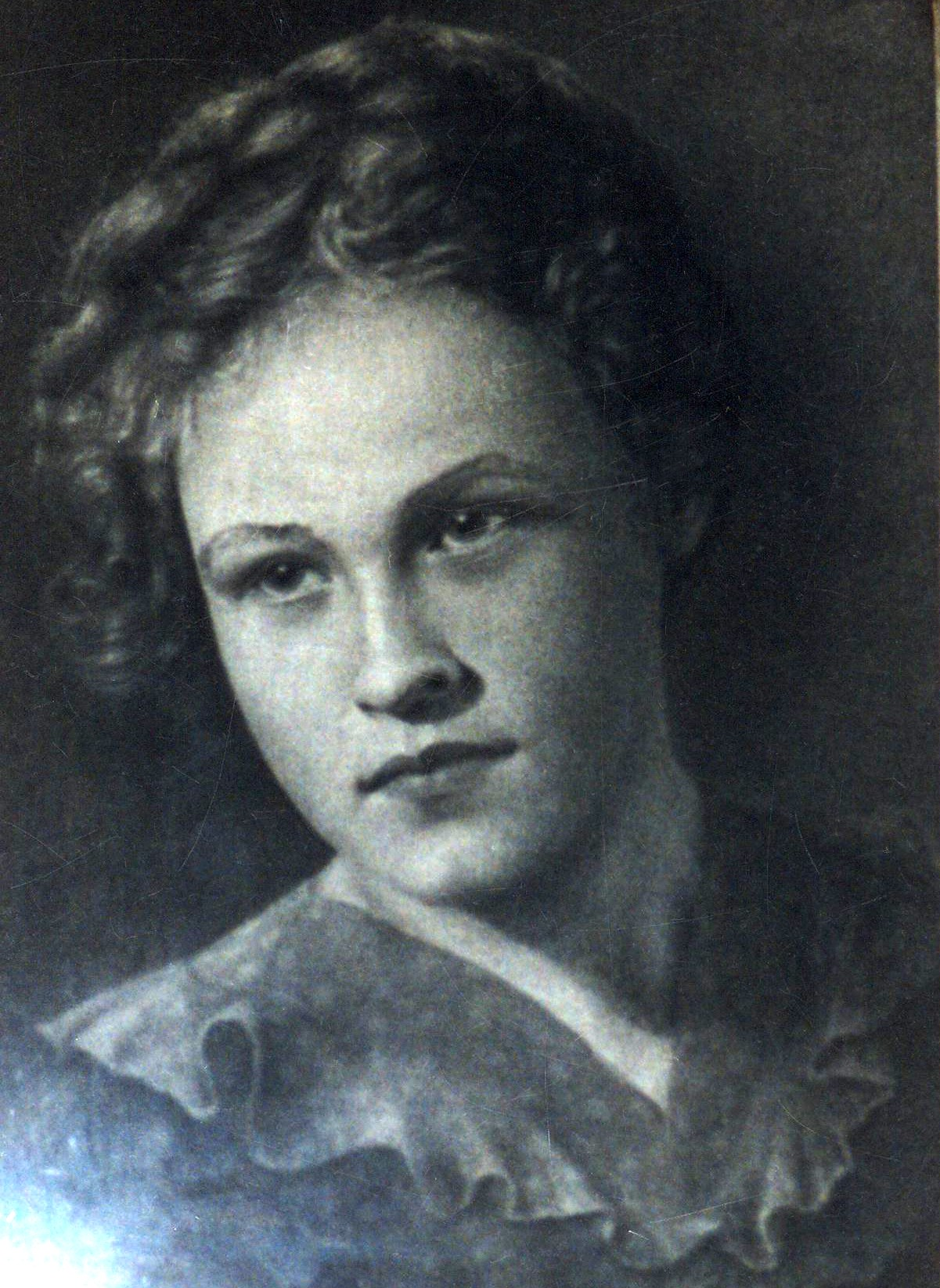
Wera Jewgenjewna Jurassowa (Anatoli Gorschkow, 1952)

Wera Jewgenjewna Jurassowa (russisch Вера Евгеньевна Юрасова; * 4. August 1928 in Moskau; † 11. Januar 2023) war eine sowjetisch-russische Physikerin und Hochschullehrerin.

## Leben
Jurassowas Vater Jewgeni Wladimirowitsch Jurassow (1896–1968) war Funktechniker und Professor der Militärakademie für Ingenieure der Luftstreitkräfte „Prof. N. J. Schukowski“. Sie studierte 1946–1951 an der Lomonossow-Universität Moskau (MGU) in der physikalischen Fakultät. Ihre Diplomarbeit über Bewegung und Fokussierung von Teilchen im Trochotron fertigte sie im Institut für Automatik und Telemechanik der Akademie der Wissenschaften der UdSSR (AN-SSSR, seit 1991 Russische Akademie der Wissenschaften (RAN)) bei Dmitri Wladimirowitsch Sjornow an.
1952 wurde Jurassowa Mitarbeiterin des Lehrstuhls für Elektronenoptik der physikalischen Fakultät der MGU. Nach der Aspirantur bei Grigori Weniaminowitsch Spiwak verteidigte sie 1958 mit Erfolg ihre Dissertation über Prozesse der Kathodenzerstäubung von metallischen Mono- und Polykristallen für die Promotion zur Kandidatin der physikalisch-mathematischen Wissenschaften. Sie heiratete den Physiker Anatoli Saweljetisch Gorschkow und bekam 1959 die Tochter Tatjana, die dann auch Physikerin wurde.
Zu Beginn ihrer wissenschaftlichen Tätigkeit diskutierte Jurassowa ihre Ergebnisse mit  Alexei Wassiljewitsch Schubnikow, Sergei Arkadjewitsch Wekschinski und Lew Andrejewitsch Arzimowitsch. Später entwickelte sich ein enger Kontakt mit Oleg Borissowitsch Firsow bei der Zusammenarbeit im Rat für Plasmaphysik der AN-SSSR. Sie entdeckte die Anisotropie der Zerstäubung bei der Ionenbestrahlung von Monokristallen sowie Quanteninterferenzeffekte und Effekte der Spinorientierung. Die beobachteten Effekte bei der Zerstäubung von Doppelverbindungsmonokristallen untersuchte sie erstmals experimentell und mit Computersimulationen. 1975 verteidigte sie mit Erfolg ihre Doktor-Dissertation über die Emission atomarer Teilchen bei Ionenbestrahlung von Monokristallen für die Promotion 1976 zur Doktorin der physikalisch-mathematischen Wissenschaften. Entwickelt wurden eine Methode zur Bestimmung der Curie-Temperatur ferromagnetischer Materialien, die Visualisierung von Verformungsgebieten auf Festkörperoberflächen und Anwendungen für Leuchtmittel.
Jurassow hielt an der MGU Vorlesungen über elektronenoptische Geräte und Wechselwirkungen von Ionen mit Oberflächen und leitete das Seminar über Grundlagen- und Anwendungsprobleme der Wechselwirkung von Ionen mit Oberflächen für Aspiranten.
1990 erhielt Jurassowa ein Forschungsstipendium für die Arbeit an der University of Sheffield. Dort war sie auch Lehrerin der Cambridge Russian-Speaking Society und lehrte Russisch an der russischen Schule, in Abendkursen von Colleges und in der Sommerschule der University of Essex.

## Ehrungen, Preise
- Silbermedaille der Ausstellung der Errungenschaften der Volkswirtschaft der UdSSR (1960)[2]
- Medaillen der internationalen Ausstellungen in Rio de Janeiro 1961 und London 1961[2]
- Wawilow-Preis (1962)[2]
- Preis For pioneering work in sputtering der Physical Electronics Industries Inc. (1981 zusammen mit Gottfried K. Wehner)[2]
- Preis des Ministeriums für Höhere Bildung der UdSSR für die beste wissenschaftliche Arbeit (1982, 1986)
- International Scientist of the Year 2001 des International Biographical Centre